# Philipp Funk
Philipp Funk (* 26. Juni 1884 in Wasseralfingen bei Aalen; † 14. Januar 1937 in Freiburg im Breisgau) war ein deutscher Historiker und Publizist.

## Leben und Wirken
Philipp Funk wurde als Sohn des Eisengießers Georg Funk und der Philippine Funk, geb. Hauser, geboren. Schon mit 17 Jahren interessierte er sich für Genealogie und verfolgte die Kunsthandwerkerfamilien Funk und Hauser bis zum Anfang des 17. Jahrhunderts zurück. Ab 1896 besuchte er die Lateinschule in Rottenburg am Neckar und ab 1899 das Gymnasium in Ehingen, wo er 1903 das Abitur ablegte. Im gleichen Jahr trat er in das Theologenkonvikt Wilhelmsstift ein und begann ein Studium der Philosophie, Geschichte, Kunstgeschichte und katholischen Theologie an der Universität Tübingen. Dort gehörte unter anderem Georg von Below zu seinen akademischen Lehrern. Funk gründete mit Eugen Mack, Joseph Eberle, Alfons Heilmann und Hermann Hefele den schöngeistigen Theologenzirkel Der Gral (1905) und später wurde er Mitbegründer eines sozialpolitischen Studienzirkels. Er war Mitglied der Theologengesellschaft Guelfia. 1907 bestand er das theologische Staatsexamen und trat am 8. Oktober in das Priesterseminar Rottenburg ein. Bereits als Student arbeitete er an der Zeitschrift des Reformkatholizismus Renaissance mit: In einem Artikel von April 1906 (Band 7, 1906, S. 202–211) kritisierte er die wissenschaftliche Methode des Tübinger Exegeten Johannes Evangelist von Belser (1850–1916) scharf. In einem weiteren Aufsatz über die Legenden-Studien des Heinrich Günter äußerte er Zweifel an der Historizität des Johannesevangeliums und sprach von „Legenden“ in der Heiligen Schrift (Band 7, 1906, S. 645–654, 710–717). Daraufhin wurde er ein Jahr vom Empfang der Weihen zurückgestellt und trat Ende 1907 vorläufig aus dem Priesterseminar aus.
Er setzte sein Studium der Geschichte in Tübingen und München fort und wurde im Juli 1908 in Tübingen unter der Betreuung von Walter Goetz mit einer Arbeit über Jakob von Vitry zum Dr. phil. promoviert. Am 26. November 1908 trat er wieder in das Priesterseminar Rottenburg ein. Schon nach einem Monat verließ er es am 20. Dezember, aber endgültig, nachdem er die Enzyklika Pascendi nicht formell anerkennen wollte. Es folgten Studien und schriftstellerische Arbeiten in Tübingen. Ab März 1909 arbeitete er als wissenschaftlicher Mitarbeiter der Historischen Kommission bei der Bayerischen Akademie der Wissenschaften am historischen Atlas von Bayern. Vom 1. Oktober 1909 bis zum 30. September 1910 war er Hilfsbibliothekar an der Stadtbibliothek Stettin unter Erwin Ackerknecht. Bereits seit Anfang 1910 arbeitete er als Herausgeber und Leiter der modernistischen Wochenschrift Das Neue Jahrhundert, die 1915 und 1916 unter dem Titel Freie-Deutsche Blätter erschien und danach ihr Erscheinen einstellte. Im August 1910 sprach er als Vertreter der deutschen Modernisten auf dem Weltkongress für freies Christentum und kirchlichen Fortschritt in Berlin, ebenso 1913 in Paris. Seine 1913 erschienene Essaysammlung Von der Kirche des Geistes wurde 1915 wegen modernistischer Tendenzen indiziert.
Bald nach Beginn des Ersten Weltkrieges meldete er sich, da ihn ein Augenleiden am Waffendienst hinderte, als Sanitätssoldat. Dann war er als Kriegsberichtserstatter und von 1916 bis 1917 bei der politischen Abteilung des Generalgouvernements Belgien in Brüssel tätig. 1917 bis 1918 arbeitete er in der Zensurabteilung der politischen Abteilung des Generalgouvernements in Bukarest. Nach dem Kriegseinsatz war er von 1918 bis 1919 Schriftleiter für Außen- und Kulturpolitik an der München-Augsburger Abendzeitung, von 1920 bis 1926 Lektor bei Kösel-Pustet München, von 1921 bis 1926 historischer Berater der Zeitschrift Hochland und von 1921 bis 1924 Redakteur der Literarischen Beilage des Bayerischen Kuriers. Nach seiner Habilitation (1926) unter der Betreuung von Heinrich Günter war er kurzzeitig Privatdozent an der Universität München, ehe er noch im gleichen Jahr als ordentlicher Professor der Literatur- und allgemeinen Geschichte an die Staatliche Akademie in Braunsberg, Ostpreußen, wechselte. Dort erlernte er die polnische Sprache, um Quellen studieren zu können. Einem Ruf als ordentlicher Professor der mittelalterlichen und neueren Geschichte (Konkordatslehrstuhl) an der Universität Freiburg im Breisgau folgte er 1929. 1935 wurde er Leiter im Reichsinstitut für ältere deutsche Geschichtskunde und 1936 in den Allgemeinen Deutschen Historiker-Ausschuss berufen.
Funks Hauptarbeitsgebiete waren die Geschichte der abendländischen Frömmigkeit, die Geistesgeschichte des 19. Jahrhunderts und das Staatsdenken im Mittelalter. Er war Mitglied der Badischen Historischen Kommission, der Görres-Gesellschaft, einige Zeit der BVP und der Krausgesellschaft – Vereinigung für religiösen und kulturellen Fortschritt im Katholizismus in München (seit 1910; benannt nach Franz Xaver Kraus). Er starb plötzlich am 14. Januar 1937 und wurde am 17. Januar in Wasseralfingen bestattet. Sein Nachlass wird im Archiv der Universität Freiburg aufbewahrt.

## Veröffentlichungen
- Jakob von Vitry. Leben und Werke (= Beiträge zur Kulturgeschichte des Mittelalters und der Renaissance, Band 3). Teubner, Leipzig und Berlin 1909 (Internet Archive), Dissertation, Universität Tübingen 1908. Nachdruck: Gerstenberg, Hildesheim 1973, ISBN 3-8067-0103-2.
- Paul Sabatier, Romolo Murri, A. L. Lilley und Philipp Funk: Der Modernismus. 4 Vorträge [...] beim 5. Weltkongress für Freies Christentum und Religiösen Fortschritt, Berlin 1910. Protestantischer Schriftenvertrieb, Berlin-Schöneberg 1911.
- Von der Kirche des Geistes. Religiöse Essays im Sinne eines modernen Katholizismus. Verlag der Krausgesellschaft, München 1913.
- Von der Aufklärung zur Romantik. Studien zur Vorgeschichte der Münchner Romantik. Kösel & Pustet, München 1925, (zugleich: Habilitationsschrift) (Internet Archive).
- Beiträge zur Biographie Josephs von Hohenzollern-Hechingen, Fürstbischofs von Ermland, 1808–1836. Ermländische Zeitungs- und Verlagsdr., Braunsberg 1927 (aus: Verzeichnis der Vorlesungen an der Staatl. Akademie zu Braunsberg, Sommer 1927).

Herausgeberschaft
- Pier Candido Decembrio (Autor), Philipp Funk (Übersetzung und Einleitung): Leben des Filippo Maria Visconti und Taten des Franzesco Sforza (= Das Zeitalter der Renaissance, Serie 1, Band 7). Diederichs, Jena 1913.
- Ignatius von Loyola (Autor), Philipp Funk (Übersetzung und Einleitung): Ignatius von Loyola (= Klassiker der Religion, Band 6). Protestantischer Schriftenvertrieb, Berlin-Schöneberg 1913.
- mit Max Ettlinger und Friedrich Fuchs: Wiederbegegnung von Kirche und Kultur in Deutschland. Eine Gabe für Karl Muth. Kösel & Pustet, München 1927.
- Papsttum, Kirchenreform, Reichskirche. Sebastian Merkle zum 70. Geburtstag, 28. Aug. 1932. Bachem, Köln 1932 (aus: Historisches Jahrbuch, 1932).
- 1920–1926 Literarischer Ratgeber für die Katholiken Deutschlands. Kösel & Pustet, München.
- 1929–1936 Historisches Jahrbuch der Görres-Gesellschaft. Band 49–56.